# Shgharshik
Shgharshik (en arménien Շղարշիկ ; jusqu'en 1935 Sheikh Haji) est une communauté rurale du marz d'Aragatsotn, en Arménie. Elle compte 565 habitants en 2009.